# Revolució química

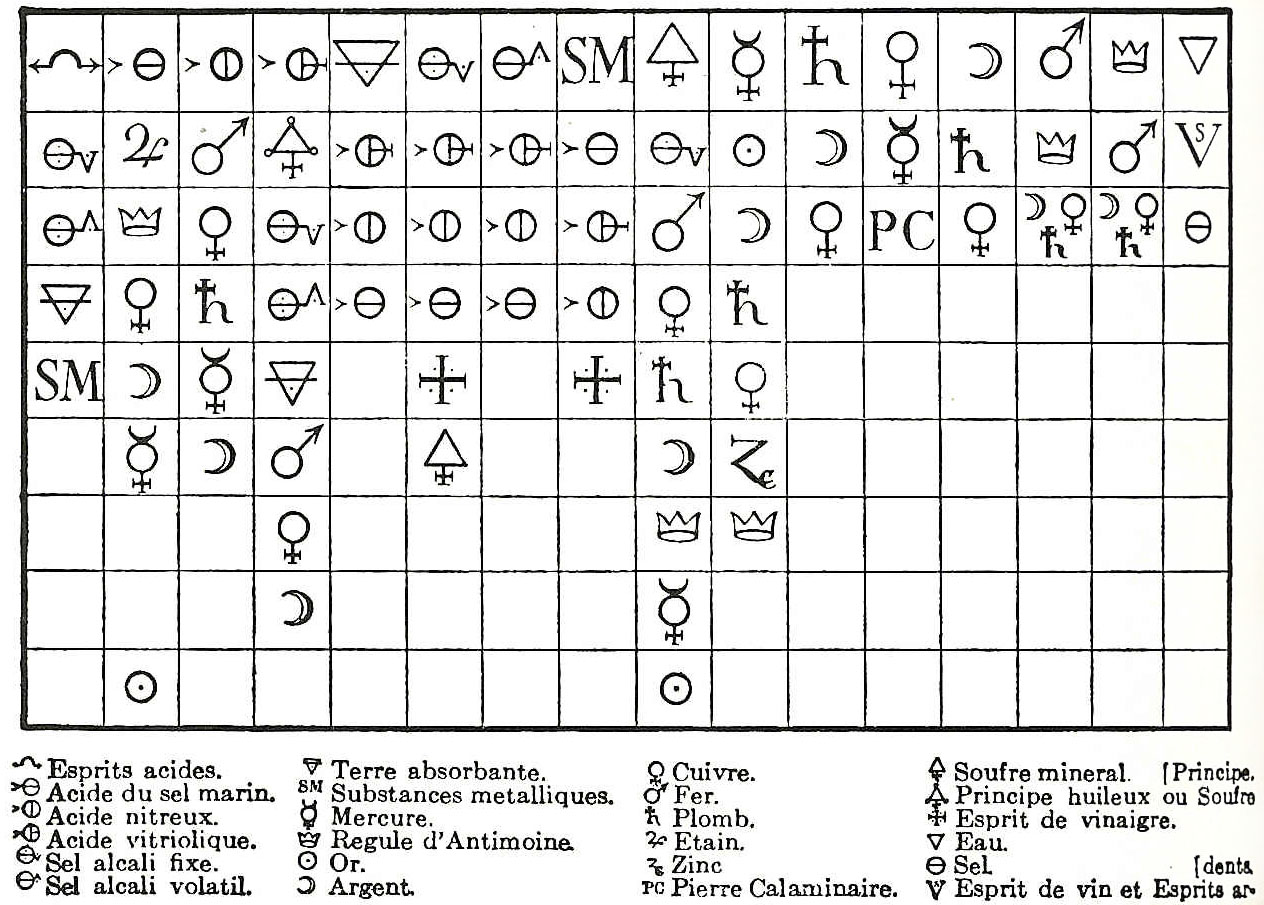
Taula d'afinitats d'Étienne François Geoffroy (1718). L'encapçalament de cada columna és un element químic amb què els de baix poden combinar-se. Alguns historiadors atribueixen a aquesta taula un caràcter fundacional de la revolució química

La revolució química, també anomenada primera revolució química, indica la reformulació de la química basada en la llei de conservació de la massa i la teoria de combustió de l'oxigen. Se centra en la tasca del químic francès Antoine Laurent Lavoisier, considerat el pare de la química moderna. El 20 de febrer de 1773, Lavoisier va escriure: «La importància de l'objectiu que em va impulsar a fer tot aquest treball és que em semblà destinat a provocar una revolució en... la química. Una immensa sèrie d'experiments queden per fer». Quan va escriure aquestes paraules al seu quadern de laboratori, estava a punt de canviar per sempre la pràctica i els conceptes de la química.
Diversos factors van portar a aquesta revolució, com la prova que l'aire no és un element, sinó que es compon de diversos gasos diferents. Químics com Henry Cavendish i Joseph Priestley van dur a terme experiments importants per demostrar aquests fets. Lavoisier també va traduir l'argot arcaic i les tècniques de química en un llenguatge més accessible a les masses. Això va donar lloc a major interès públic en l'aprenentatge i la pràctica de la química. En descriure la tasca de reinventar la nomenclatura química, Lavoisier va dir:
| «           | Hem de netejar la casa a fons, perquè han fet ús d'un llenguatge enigmàtic que en general presenta un significat per als experts i un altre sentit per a les persones ordinàries, i alhora, no és intel·ligible racionalment per a cap dels dos. | » |
| — Lavoisier | |   |

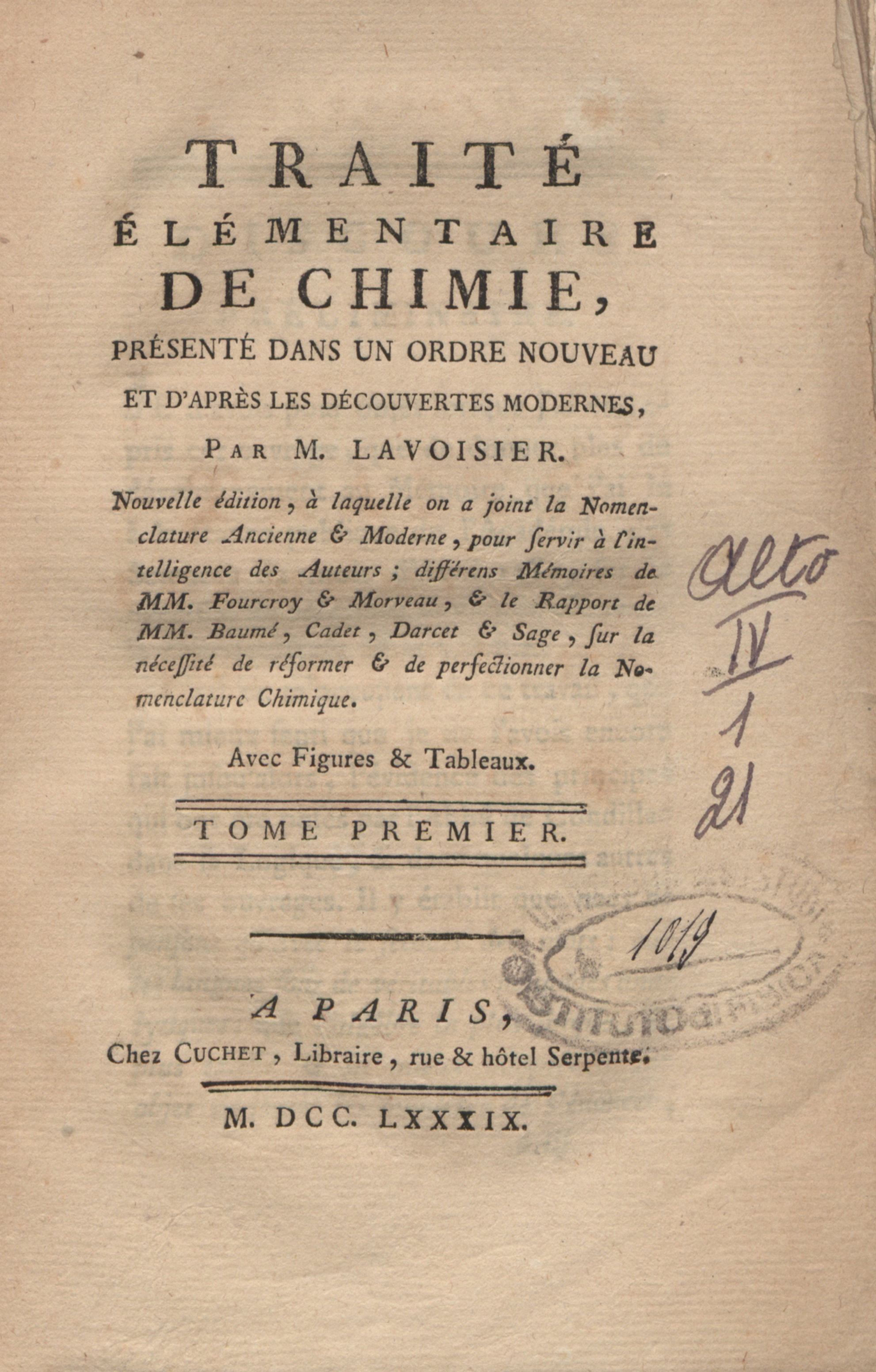
Traité élémentaire de chimie

L'anomenada revolució química va començar amb la publicació de Lavoisier el 1789 del Traité Élémentaire de Chimie. A partir d'aquesta publicació i d'altres subsegüents, Lavoisier va explicar la composició de l'aire i l'aigua i va encunyar el terme oxigen. També va explicar la teoria de la combustió i va eliminar la teoria del flogist amb les seves opinions sobre teoria del calòric. El Traité incorpora nocions d'una «nova química» i descriu els experiments i el raonament que va portar a cada conclusió. Globalment, el Traité de Lavoisier va fer per a la química el que el Principia de Newton va fer per a la física.
Jöns Jacob Berzelius, contemporani de Lavoisier, també va proposar una abreviatura simplificada per descriure els compostos químics basats en la teoria de John Dalton de pesos atòmics. Durant la revolució química, els químics moderns van refutar hipòtesis dels grecs antics acceptades fins llavors. Per exemple, els químics van començar a afirmar que totes les estructures químiques es componen per més de quatre elements clàssics o els vuit elements dels alquimistes medievals. L'alquimista angloirlandès Robert Boyle va establir les bases per a la revolució química, amb la seva filosofia mecànica corpuscular, que al seu torn es va basar en gran manera en la teoria corpuscular alquímica i en el mètode experimental, que es remunta a pseudo-Geber.